# المشيحوكه القبلية (القطن)
'

تعديل مصدري - تعديل

المشيحوكه القبلية هي إحدى قرى عزلة القطن بمديرية القطن التابعة لمحافظة حضرموت، بلغ تعداد سكانها 234 نسمة حسب تعداد اليمن لعام 2004.